# Louis Clichy
Louis Clichy, né en 1977 à Chartres, est un réalisateur français.

## Biographie
Diplômé de l'école des Gobelins, il est remarqué par le studio Pixar pour son court-métrage À quoi ça sert l’amour ? Il collabore trois ans en tant qu’animateur sur (WALL-E, Là-haut) avant de revenir travailler en France[source insuffisante]. 
Il est choisi comme réalisateur, auprès d’Alexandre Astier, pour l’adaptation d’une bande-dessinée d’Astérix : Le Domaine des dieux. C’est son premier long-métrage. Le film, qui reçoit des critiques très bonnes dans l’ensemble, est salué pour son animation et son humour et fait un score excellent au box-office[réf. souhaitée]. Albert Uderzo déclare d'ailleurs être content de ce film qui est resté fidèle à l’œuvre qu’il a créée avec René Goscinny[réf. souhaitée]. Face à ce succès, Astérix : Le Secret de la potion magique est mis en chantier dès 2016. Le film, qui est basé sur une histoire originale d'Alexandre Astier, permet à Louis d’assumer la tâche de scénariste en plus de celle de réalisateur. Cependant, Louis Clichy décide de ne pas repartir sur un 3eme film d'Astérix et préfère se consacrer à un projet personnel de long métrage en animation 2D[réf. souhaitée].

## Filmographie

### Réalisateur
- 2002 : Jurannessic (court métrage en co-réalisation)
- 2002 : Mange ! (court métrage)
- 2003 : À quoi ça sert l'amour ? (clip vidéo)
- 2011 : Du Monde tout autour (clip vidéo pour le groupe Louise Attaque)
- 2014 : Astérix : Le Domaine des dieux, coréalisé avec Alexandre Astier
- 2018 : Astérix : Le Secret de la potion magique, coréalisé avec Alexandre Astier
- 2020 : Toon Blast : Tumbleweed (cinématique jeu vidéo)

### Scénariste
- 2003 : À quoi ça sert l'amour ?
- 2014 : Astérix : Le Domaine des dieux avec Alexandre Astier
- 2018 : Astérix : Le Secret de la potion magique avec Alexandre Astier
- 2020 : Toon Blast : Tumbleweed

### Animateur
- 2003-2005 : Pat et Stan réalisé par Pierre Coffin
- 2008 : WALL-E, réalisé par Andrew Stanton
- 2008 : BURN-E, court métrage réalisé par Angus MacLane
- 2009 :  Là-haut, coréalisé par Pete Docter et Bob Peterson

### Artiste de storyboard
- 2003-2006 : Corneil et Bernie (43 épisodes)
- 2020 : Toon Blast : Tumbleweed

### Acteur
- 2014 : Astérix : Le Domaine des dieux : Un romain benêt
- 2018 : Astérix : Le Secret de la potion magique : Magnétix et Frèrefratellinix